# Starkgerippter Geradschienen-Aaskäfer

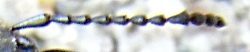
Abb. 1: Fühler

Der Starkgerippte Geradschienen-Aaskäfer (Silpha carinata)  ist ein Käfer aus der Familie der Aaskäfer und der Unterfamilie Silphinae.
Die Art wird in der Roten Liste gefährdeter Arten Deutschlands und in Bayern unter der Kategorie 3 (gefährdet) eingestuft, in Schleswig-Holstein steht sie als potentiell gefährdete Art auf der Vorwarnliste.

## Bemerkungen zum Namen
Die Art wurde durch Herbst, 1783  erstmals beschrieben. Herbst schreibt unter anderem: Der Rand der Deckschilde (Flügeldecken) ist sehr stark rinnenförmig erhöhet, die drey Linien sind etwas hoch. Vermutlich nennt er deswegen die Art carinata (lat. gekielt).
Der Gattungsname Silpha kommt von  altgriechisch σίλφη sílphe. Mit dem Begriff wurden Schaben und stinkende Insekten bezeichnet. Die Arten der Gattung riechen unangenehm.
Die Gattung Silpha ist in Europa mit  sieben Arten, weltweit mit neun Arten vertreten.
Die Art oder Lokalvarietäten wurden mehrmals beschrieben,
- von Otto 1891 Silpha austriaca
- von Reitter 1901 Silpha bilineata, Silpha blattiformis, Silpha rufocincta und Silpha carpathica
- von Odenberger 1917 Silpha croatica
- von Stephans 1830 Silpha griesbachiana
- von Kuster 1851 Silpha italica
- von Portevin 1926 Silpha jeanneli
- von Marsham 1802 Silpha recta
- von Smetana 1952 Silpha tatrica
- von Gemlin 1790 (bei Linnaeus) Silpha trilineata
- von Kolenati 1846 Silpha armeniaca
- von Kuster 1851 Silpha atropurpurea[1]

## Merkmale des Käfers
Der Körper ist nur flach gewölbt, Halsschild und Flügeldecken bilden zusammen einen ovalen Umriss. Der Käfer erreicht eine Länge von 10 bis 20 Millimeter. Der Körper ist braunschwarz bis schwarz, die Oberseite ist unbehaart.
Der Kopf ist nicht langgestreckt, und die Mundwerkzeuge zeigen nach vorn. Die Oberlippe ist breit und in der Mitte geschwungen ausgerandet. Der Außenrand der Oberkiefer ist bereits ab der Basis leicht konvex gekrümmt. Der rechte Oberkiefer endet in einem Zahn, der linke mit zwei Zähnen. Die Fühler sind elfgliedrig, die Glieder zwei bis sieben sind zunehmend weniger gestreckt, das achte Glied ist auffallend groß und glockenförmig, danach folgen die drei stärker behaarten und deswegen matten Endglieder, die eine lockere Keule bilden.
Der breite Halsschild überdeckt die Basis der Flügeldecken. Er ist flach, der Vorderrand deutlich ausgerandet, die Hinterecken breit abgerundet. Er ist dicht punktiert.
Die Flügeldecken haben außer der Nahtrippe drei deutlich erhabene, unpunktierte Rippen, die jedoch weder den Hinterrand noch den Vorderrand der Flügeldecken erreichen. Der Rand der Flügeldecke ist abgesetzt. Diese Kehle ist vor dem Halsschild auffallend verbreitert. Am Hinterende sind die Flügeldecken gemeinsam verrundet. Das Schildchen ist groß, dreieckig und nahe der Basis leicht konvex, nach hinten konkav zugespitzt.
Die Beine sind kräftig gebaut. Die Tarsen sind fünfgliedrig. Beim Männchen sind die ersten vier Glieder der Vordertarsen etwas erweitert und unten tomentiert.

## Biologie
Die Larve ist asselförmig und lebt an Aas.

## Verbreitung
Die paläarktisch verbreitete Art kommt fast überall in Europa vor. Im Süden fehlt sie in Spanien, Griechenland und auf den Mittelmeerinseln. In Mitteleuropa ist sie verbreitet, gewöhnlich selten, manchmal jedoch häufig. Nach Osten erstreckt sich das Verbreitungsgebiet bis in die Mongolei.